# Gerd Weber
Gerd Weber, född 31 maj 1956 i Dresden, Östtyskland, är en östtysk fotbollsspelare som tog OS-guld i fotbollsturneringen vid de olympiska sommarspelen 1976 i Montréal.

### Fotnoter
1. ↑  http://www.sports-reference.com/olympics/summer/1976/FTB/mens-football.html Arkiverad 7 mars 2009 hämtat från the Wayback Machine. Herrarnas fotbollsturnering vid sommar-OS 1976 på Sports-reference.com